# Claudia Dathe
Claudia Dathe, née en 1971, est une traductrice allemande. Elle traduit la littérature ukrainienne contemporaine, autant de langue ukrainienne que de langue russe.

## Biographie
Claudia Dathe étudie à l'Institut de linguistique appliquée et de traductologie (IALT) de l'université de Leipzig. Des semestres à l'étranger la conduisent à Piatigorsk en Russie et à Cracovie en Pologne, où elle approfondi ses connaissances linguistiques. De 1997 à 2004, elle travaille comme chargée de cours pour le Service allemand d'échanges universitaires (DAAD), d'abord au Kazakhstan, et à partir de 2000 en Ukraine. À Kiev, elle enseigne la traduction à l'université technique locale. Dans un premier temps elle travaille exclusivement la traduction du russe vers l'allemand dans ses cours. Dès la deuxième année de son séjour, Claudia Dathe suit des cours particuliers d'ukrainien, inspirée par un atelier de traduction dramatique organisé par l'Institut Goethe. Alors qu'elle est encore à Kiev, Claudia Dathe commença ses propres traductions littéraires. Elle se réinstalle par la suite en Allemagne où elle continue son activité de traductrice. Son activité est consacrée par plusieurs prix à partir de 2020.
Elle reçoit en 2020 le prix Drahomán lors de la Journée mondiale du livre à Kiev pour deux publications : Antenne de Serhij Shadan et Märchen aus meinem Luftschutzkeller (Contes de mon abri anti-aérien) d'Oleksij Tschupa. Claudia Dathe est la première récipiendaire de ce prix.
L'année suivante, elle reçoit le prix Wilhelm-Merton pour les traductions européennes,.
Outre la fiction, Claudia Dathe traduit également des documentaires d'actualité comme les récits en provenance du Donbass de Stanislav Asseïev (en 2020) ou le journal de prison d'Oleh Sentsov (en 2021).
Claudia Dathe coordonne le projet de recherche EUTIM : Europäische Zeiten/European Times – A Transregional Approach to the Societies of Central and Eastern Europe, qui est un projet en réseau de l'université européenne Viadrina de Francfort-sur-l'Oder, de l'université de Potsdam et du Forum des études transrégionales de Berlin.

## Publications
- (de) Oleg Senzow (trad. Claudia Dathe), Haft : Notizen und Geschichten, Verlag Voland & Quist, 2021, 431 p. (ISBN 978-3-86391-292-5)
- (de) Serhij Žadan (trad. Claudia Dathe), Antenne : Gedichte, Suhrkamp, 2020, 140 p. (ISBN 978-3-518-76697-2)
- (de) Oleksij Tschupa (trad. Claudia Dathe), Märchen aus meinem Luftschutzkeller, Haymon Verlag, 2019, 206 p. (ISBN 978-3-7099-7253-3)

## Prix et distinctions
- 2020 : (avec Yevgenia Belorusets) Prix littéraire international - Maison des cultures du monde, décerné par la Maison des cultures du monde à Berlin et la fondation Elementarteilchen
- 2020 : Prix Drahomán[8]
- 2022 : Prix Wilhelm Merton pour les traductions européennes[9],[10]
- 2022 : Croix de l'ordre du mérite de la République fédérale d'Allemagne[11]